# Brennan (nome)
Brennan  è un nome proprio di persona inglese maschile.

## Varianti
- Maschili: Brennen, Brennand[3]

## Origine e diffusione
È la ripresa di due diversi cognomi, uno irlandese e l'altro inglese. Il primo dei due è la forma anglicizzata del cognome Ó Braonáin, che vuol dire "discendente di Braonán/Bronan/Braoin", nomi che vengono ricondotti a braon ("pioggia", "goccia") o braon ("dolore", "tristezza"), con l'eventuale aggiunta di un suffisso diminutivo. Il secondo è un cognome medio inglese composto da burn ("bruciare") e hand ("mano"), ed era in origine un soprannome dato a chi eseguiva la punizione della marchiatura a fuoco delle mani dei criminali.
Come nome di persona Brennan è attestato dagli anni 1960 e probabilmente è stato adottato come alternativa per Brendan e Brandon, i quali però sono considerevolmente più diffusi.

## Onomastico
Questo nome non ha santo patrono, quindi è adespota: l'onomastico può essere festeggiato in occasione di Ognissanti, il 1º novembre.

## Persone
- Brennan Brown, attore statunitense
- Brennan Clost, ballerino e attore canadese
- Brennan Elliott, attore canadese
- Brennan Heart, disc jockey olandese
- Brennan Johnson, calciatore gallese
- Brennan Mejia, attore e modello statunitense
- Brennan Rubie, sciatore alpino statunitense
- Brennan Williams, giocatore di football americano e wrestler statunitense